# Pàtria Nova

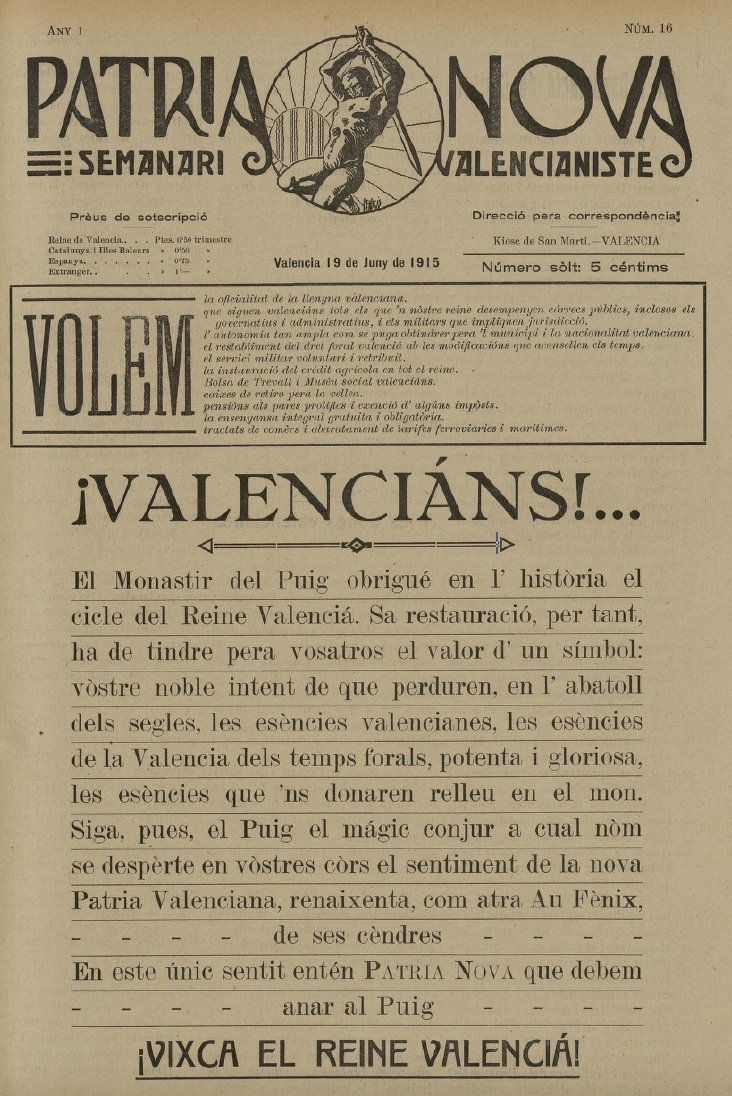
Portada del número 16 del semanario Pàtria Nova. En todos y cada uno de los veintitrés números de la su primera época aparecieron en la portada los once puntos que constituían el programa de Joventut Valencianista.

Pàtria Nova fue un semanario valencianista escrito en valenciano en Valencia, España. En su primera época, entre el 6 de marzo y el 7 de agosto de 1915, fue editado por Joventut Valencianista y su primer director fue Marià Ferrandis i Agulló. En su segunda época, entre el 24 de marzo y el 15 de septiembre de 1923, fue editado por el sector disidente de la Unió Valencianista Regional, encabezado por Vicent Tomàs i Martí i Adolf Pizcueta. Dejó de publicarse tras el triunfo del golpe de Estado de Primo de Rivera del 13 de septiembre de 1923.

## Primera época (1915)
Desde su primer número Pàtria Nova defendió la reconciliación de todos los valencianos en favor del «interés común más alto y más grande: Valencia, la madre de todos» y se opuso al centralismo: «No estamos dispuestos a admitir... un concepto de patria española tan raquítico como el que nos presentan los partidarios del Estado centralista..., los partidarios de la España centralista, decadente y absurda; los de la España regida por leyes uniformes, como si de regentar un hospicio se tratara. [...] Nosotros, los nacionalistas, somos más modestos; no somos tan grandes ni ambicionamos serlo. Deseamos una España pequeña, rica, culta, de vida intensa y humilde, sin ambicionar la dominación del mundo... Nos conformamos en ser una especie de Suiza libre y constituida en una Federación de pequeños Estados, autonómicos en su vida interior».
En todos y cada uno de los veintitrés números de su primera época aparecieron en portada los once puntos del programa de Joventut Valencianista:

Volem la oficialitat de la llengua valenciana.
Volem que siguen valencians tots els que'n nòstre Reine desempenyen càrrecs públics, inclosos els governatius i administratius, i els militars que impliquen jurisdicció.
Volem l'autonomía tan ampla com se puga obtindre pera'l municipi i la nacionalitat valenciana.
 Volem el restabliment del dret foral valencià, ab les modificacions que aconsellen els temps.
 Volem el servici militar voluntari i retribuit.
 Volem la instauració del crèdit agrícola en tot el Reine.
Volem Bossa de Treball y Museu social valencians.
 Volem caixes de retiro pera la vellea.
 Volem pensions als pares prolífics i exempció d'alguns impostos.
 Volem l'ensenyança integral gratuita i obligatòria.
 Volem tractats de comers i abaratament de tarifes ferroviàries i marítimes.
Queremos la oficialidad de la lengua valenciana.
 Queremos que sean valencianos todos los que en nuestro Reino desempeñan cargos públicos, incluidos los gubernativos y administrativos, y los militares que impliquen jurisdicción.
 Queremos la autonomía tan amplia como pueda obtenerse para el municipio y la nacionalidad valenciana.
 Queremos el restablecimiento del derecho foral valenciano, con las modificaciones que aconseje el tiempo.
Queremos el servicio militar voluntario y retribuido.
Queremos la instauración del crédito agrícola en todo el Reino.
 Queremos Bolsa de Trabajo y Museo social valencianos.
 Queremos cajas de retiro para la vejez.
 Queremos pensiones a los padres prolíficos y exención de algunos impuestos.
 Queremos la enseñanza integral gratuita y obligatoria.
 Queremos tratados de comercio y abaratamiento de tarifas ferroviarias y marítimas.

El último número de la primera época, el 23, se publicó el 7 de agosto de 1915. Aunque se desconocen las causas del cierre, es posible que se debiera a la presión exterior (tras el boicot de los Jocs Florals de Lo Rat Penat de ese año por parte de militantes de la Joventut Valencianista, algunos de los cuales fueron detenidos, incluido el director de Pàtria Nova Marià Ferrandis i Agulló). Sin embargo, Alfons Cucó considera que posiblemente la causa del cierre haya que atribuirla «al mismo fracaso de la política de reconciliación nacional emprendida por el grupo y al lógico sentimiento de frustración que derivaba de ello».

## Segunda época (1923)
En marzo de 1923 el sector disidente de Unió Valencianista Regional, encabezado por Vicent Tomàs i Martí y Adolf Pizcueta, en desacuerdo con la orientación derechista y promonárquica que el sector mayoritario, dirigido por Eduardo Martínez Sabater y Salvador Ferrandis Luna, estaba dando a la organización y a su órgano de prensa La Correspondencia de Valencia, decidieron recuperar la cabecera Pàtria Nova y convertirla en su medio de difusión. Desde allí denunciaron la «evolución regresiva» de La Correspondencia de Valencia, «que se sacude la valencianidad de sus páginas», «olvidando toda dignidad valenciana».
Según Alfons Cucó, lo que caracterizaba a este sector disidente de la Unió Valencianista era su rechazo radical a colaborar con el régimen de la Restauración, su filocatalanismo (sus integrantes escribieron con frecuencia en publicaciones catalanas como Nostra Parla) y su antiraptenatismo (sobre Lo Rat Penat Pàtria Nova publicó: «Los buenos días ya no volverán para aquella casa, porque hasta la juventud de Lo Rat Penat... parece una florecilla de cementerio, brotada sobre la tumba ratpenatesca...»). La ruptura con el sector derechista de la Unió fue definitiva cuando esta, siguiendo el ejemplo de la Lliga Regionalista catalana, decidió apoyar el golpe de Estado de Primo de Rivera del 13 de septiembre de 1923 que dio paso a la Dictadura. El 14 de septiembre La Correspondencia de Valencia saludaba con gran alegría el golpe, coincidiendo con el diario conservador Las Provincias. Al día siguiente Pàtria Nova publicó su último número.